# Stanisław Czaykowski

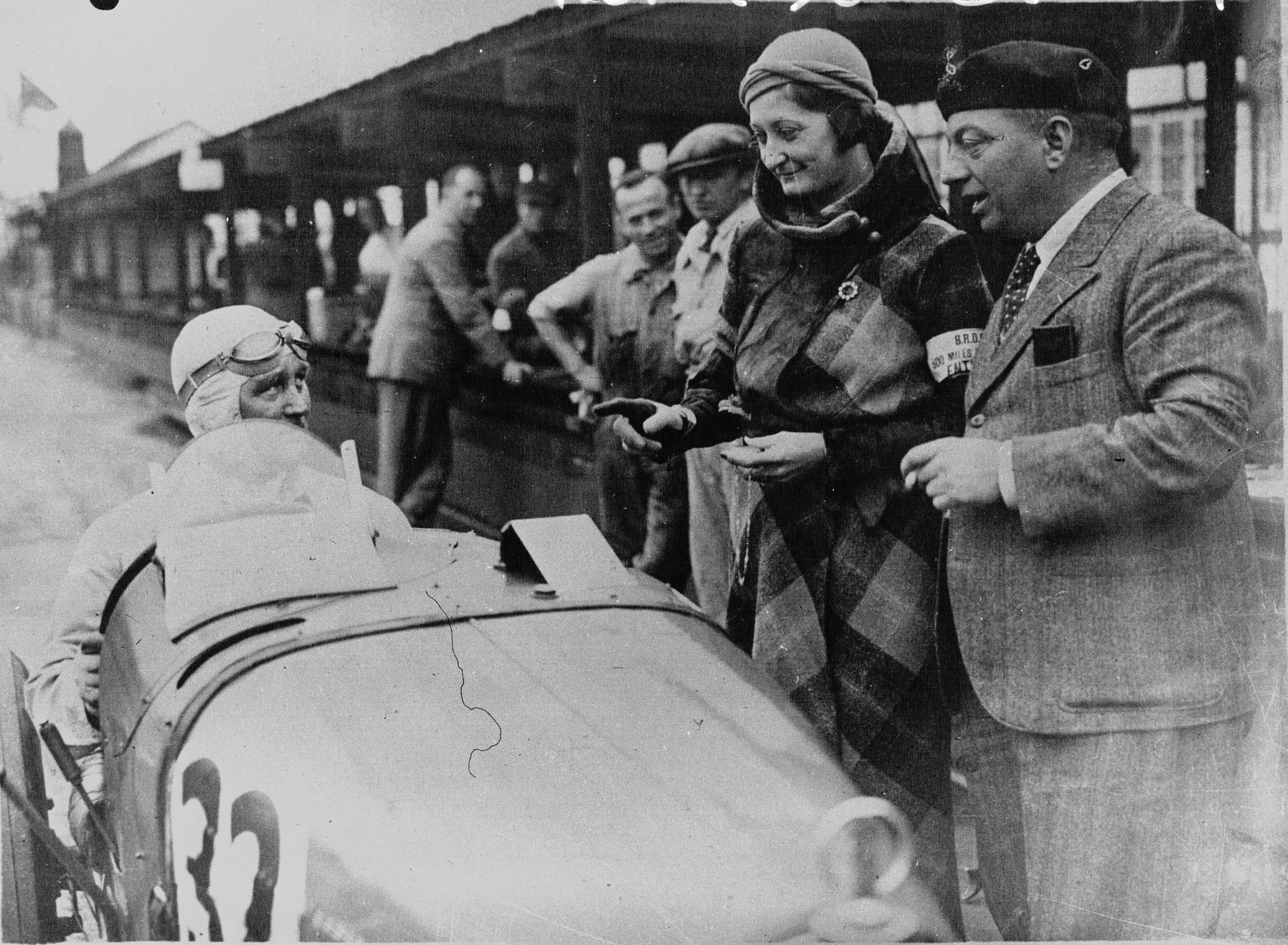
Stanisław Czaykowski 1932 in seinem Rennwagen

Graf Stanisław Michel Adam Frédéric Marie Czaykowski (* 10. Juni 1899 Den Haag, Niederlande; † 10. September 1933 auf dem Autodromo Nazionale di Monza, Italien) war ein polnischer Automobilrennfahrer.

## Karriere
Stanisław Czaykowski (nach anderen Quellen auch Stanisłas Czaykowski oder Stanislaus Czaykowski) nahm zwischen 1930 und 1933 an mehreren Grand-Prix- und Sportwagenrennen teil. Seine beiden Rennsiege feierte er beim Großen Preis von Marokko 1931 in Anfa und bei der Trophée de Provence 1932.
Am 10. September 1933 starb Czaykowski beim Gran Premio di Monza 1933. Sein Bugatti Type 54 kam in der berüchtigten Curva Sud nur etwa 50 Meter von der Stelle der Strecke ab, an der bereits wenige Minuten vorher die beiden Italiener Baconin Borzacchini und Giuseppe Campari bei einer Kollision ums Leben gekommen waren. Sein Wagen überschlug sich, wobei der Kopf des Polen an einen im Gras liegenden Stein schlug. Kopfüber blieb der Bugatti am Streckenrand liegen, begrub Czaykowski unter sich, fing Feuer und brannte vollständig aus. Für Stanisław Czaykowski kam jede Hilfe zu spät; es wurde vermutet, dass er bereits an den schweren Kopfverletzungen gestorben war, bevor er verbrannte.
An gleicher Stelle kam es 1961 beim Großen Preis von Italien zum größten Unfall der Formel-1-Geschichte, als Wolfgang Graf Berghe von Trips in die Zuschauer raste und 15 Menschen mit in den Tod riss.

## Statistik

### Le-Mans-Ergebnisse
| Jahr | Team                       | Fahrzeug         | Teamkollege       | Platzierung | Ausfallgrund  |
| ---- | -------------------------- | ---------------- | ----------------- | ----------- | ------------- |
| 1932 | Count Stanisław Czaykowski | Bugatti Type 55  | Ernest Friederich | Ausfall     | Ventilschaden |
| 1933 | Count Stanisław Czaykowski | Bugatti Type 51A | Jean Gaupillat    | Ausfall     | Batterie      |